# WAS-2121 Niwa
Der WAS-2121 „Niwa“ russisch ВАЗ-2121 «Нива», bekannt unter den Handelsnamen Lada Niva 1600 bzw. Lada Niva 4X4, ist ein vom russischen Automobilhersteller AwtoWAS in Toljatti produzierter Geländewagen. Der Name Niwa bezieht sich auf den ursprünglich geplanten Einsatz im ländlichen Raum und bedeutet in etwa „Acker“ oder „Feld“. Modellbezeichnungen für andere Märkte sind unter anderem Lada Taiga (Deutschland, Österreich), Lada Sport (Island) und Lada Bushman (Australien). Der Wagen ist der Begründer der Klasse der kompakten und preiswerten Geländewagen mit selbsttragender Karosserie. Dieses Konzept wurde von vielen westlichen Herstellern adaptiert. Kontinuierlich weiterentwickelt, wird der WAS-2121 seit fünf Jahrzehnten hergestellt und gilt als einfache, aber äußerst robuste Konstruktion. Bis 2002 entstanden 1.492.554 Exemplare. Der Wagen ist weiterhin in Produktion. Seit 2013 trägt der Wagen offiziell die Bezeichnung Lada Taiga. Weil er die Anforderungen des Euro-NCAP nicht mehr erfüllt, wurde er umbenannt.

## Fahrzeuggeschichte

### Urmodell WAS-2121
Der WAS-2121 geht auf den Vorsitzenden des Ministerrates der UdSSR, Alexei Nikolajewitsch Kossygin, zurück. Im Sommer 1970 forderte er von AwtoWAS, ASLK und Ischmasch, ein Geländefahrzeug auf Basis des WAS-2101 für ländliche Gebiete zu entwickeln: „Die Zusammenarbeit mit Fiat endet (…). Also, Ihr erster unabhängiger Schritt sollte die Schaffung eines Geländewagens auf der Basis des „Schiguli“ für unsere Dorfbewohner sein.“ Entwickelt wurde der spätere WAS-2121 dann bei AwtoWAS maßgeblich unter Leitung Pjotr Prusows (1942–2017). Erste Tests mit zwei Prototypen (1Э2121) wurden im Sommer 1971 durchgeführt. Diese Prototypen unterschieden sich noch erheblich vom späteren Serienmodell: Sie hatten einen Leiterrahmen, eine offene Karosserie und kein sperrbares Mitteldifferenzial. Nach diesen Tests wurde das Konzept des Fahrzeuges grundlegend überarbeitet. Im Sommer 1973 war der zweite Prototyp 2Э2121 fertiggestellt, der dem späteren Serienmodell nicht nur technisch, sondern auch optisch ähnelte. Dieser Wagen hatte permanenten Allradantrieb mit sperrbarem Mitteldifferenzial und eine selbsttragende Karosserie, die der Designer Waleri Semuschkin entworfen hatte. 1974 hatte der Prototyp dann auch den Kühlergrill des späteren Serienmodells. Im selben Jahr wurden die ersten 15 Vorserienmodelle hergestellt. Der Auftrag zur Aufnahme der Serienfertigung wurde am 15. Juli 1975 erteilt. Die ersten Fahrzeuge der Nullserie wurden schließlich im Februar 1976 produziert, im März folgten weitere 50 Fahrzeuge. Im Mai 1980 lief der 100.000ste Niwa vom Band.
Das Basismodell mit 1,57-Liter-Motor, der WAS-2121, Verkaufsbezeichnung Niva 1600, wurde bald um eine Variante mit 1,3 Liter Hubraum ergänzt, Modellbezeichnung WAS-21211. Sie wurde nur in kleiner Stückzahl gebaut. Schnell entwickelte sich der „Niwa“ zum Erfolgsmodell, das auch ins westliche Ausland exportiert wurde. Sein Messedebüt auf der Leipziger Herbstmesse hatte der Niwa 1978. Mit 37 090 Mark (1988) war er seinerzeit in der DDR wesentlich teurer als alle anderen Lada-Modelle. In Westdeutschland war der Niwa seinerzeit für 14 490 DM (1988) erhältlich.

### Neues Modellprogramm in den 1990er Jahren

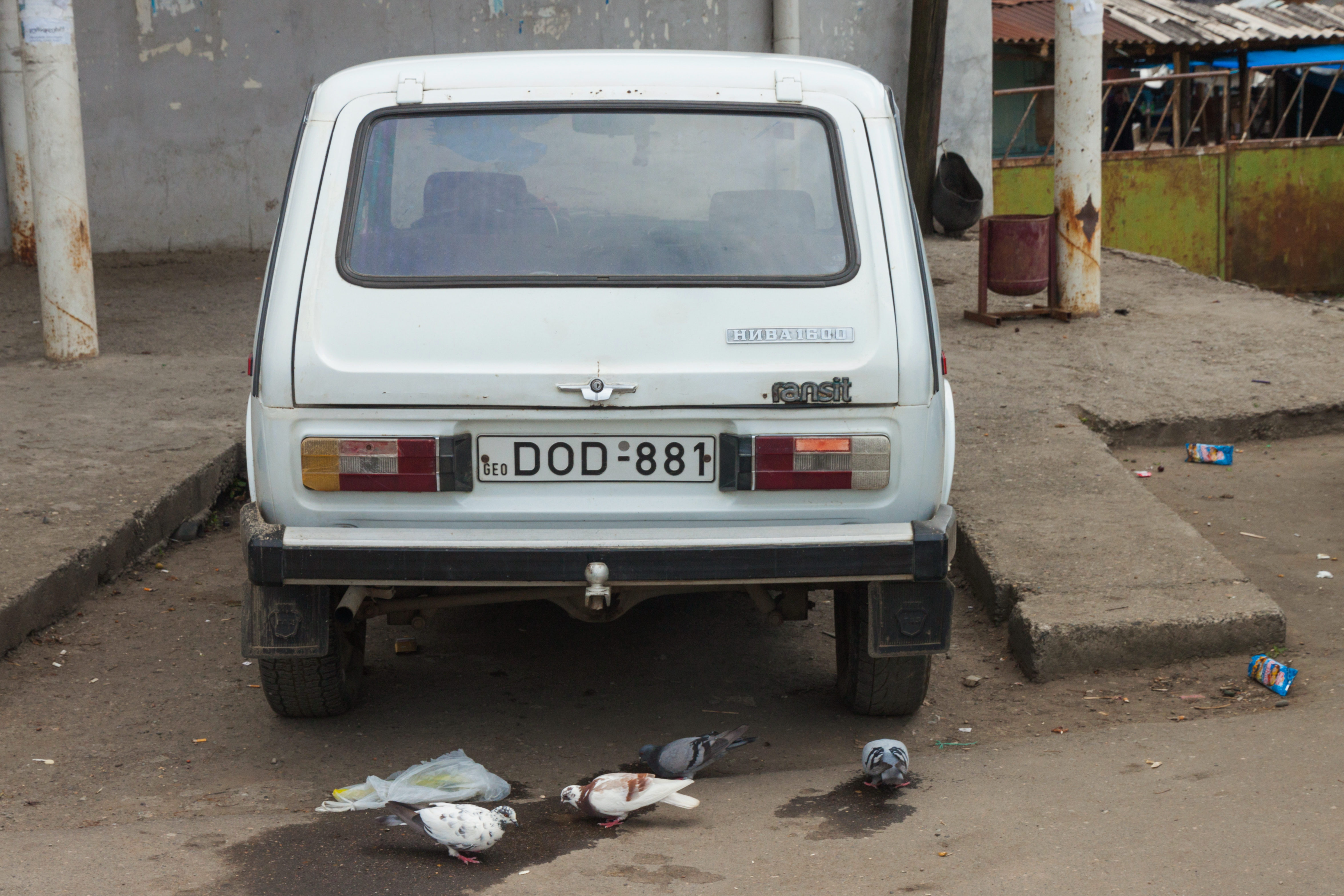
WAS-2121 (1977 bis 1994) mit kurzer Heckklappe

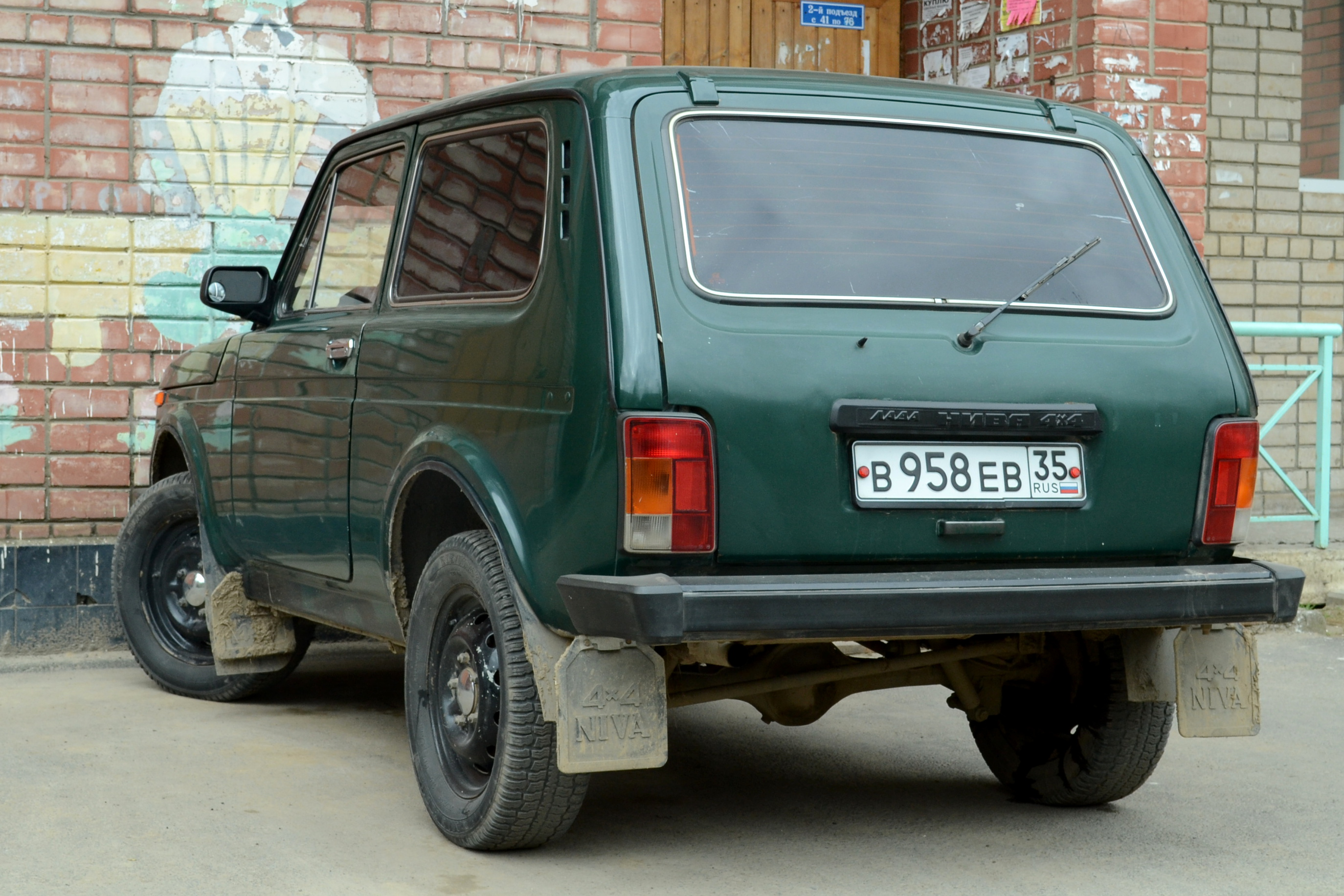
WAS-21213 (seit 1994) mit großer Heckklappe

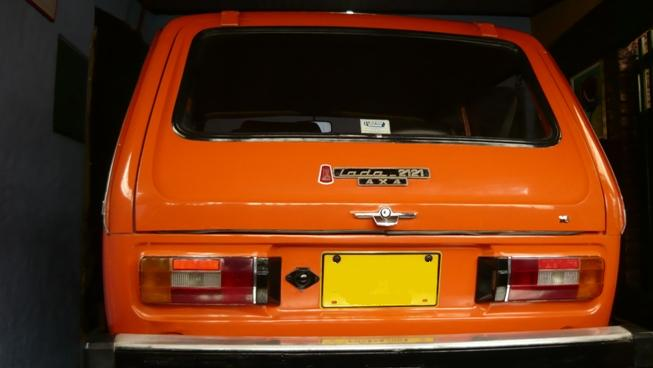
WAS-2121, Baujahr 1979

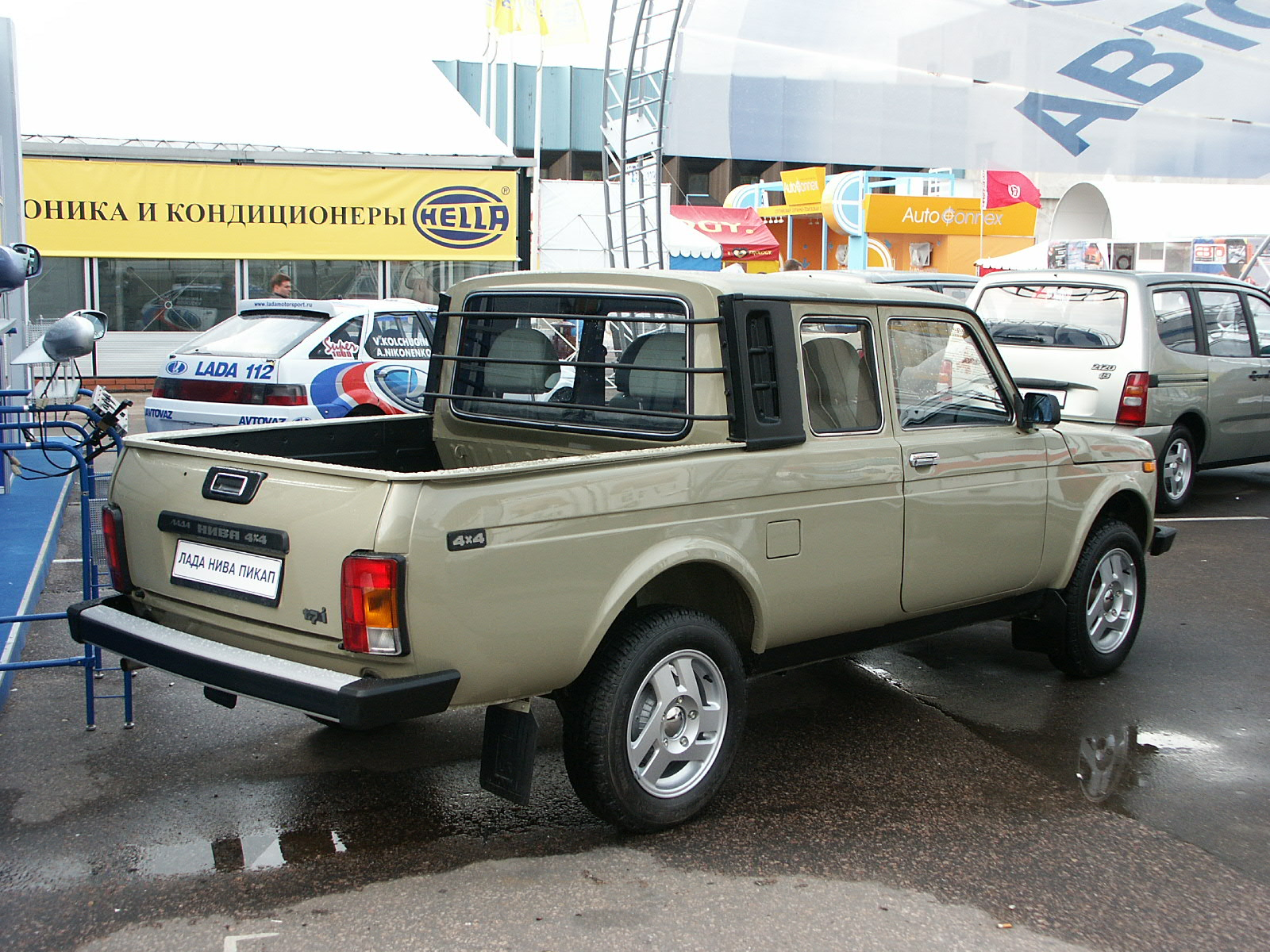
WAS-2329 (Pickup)

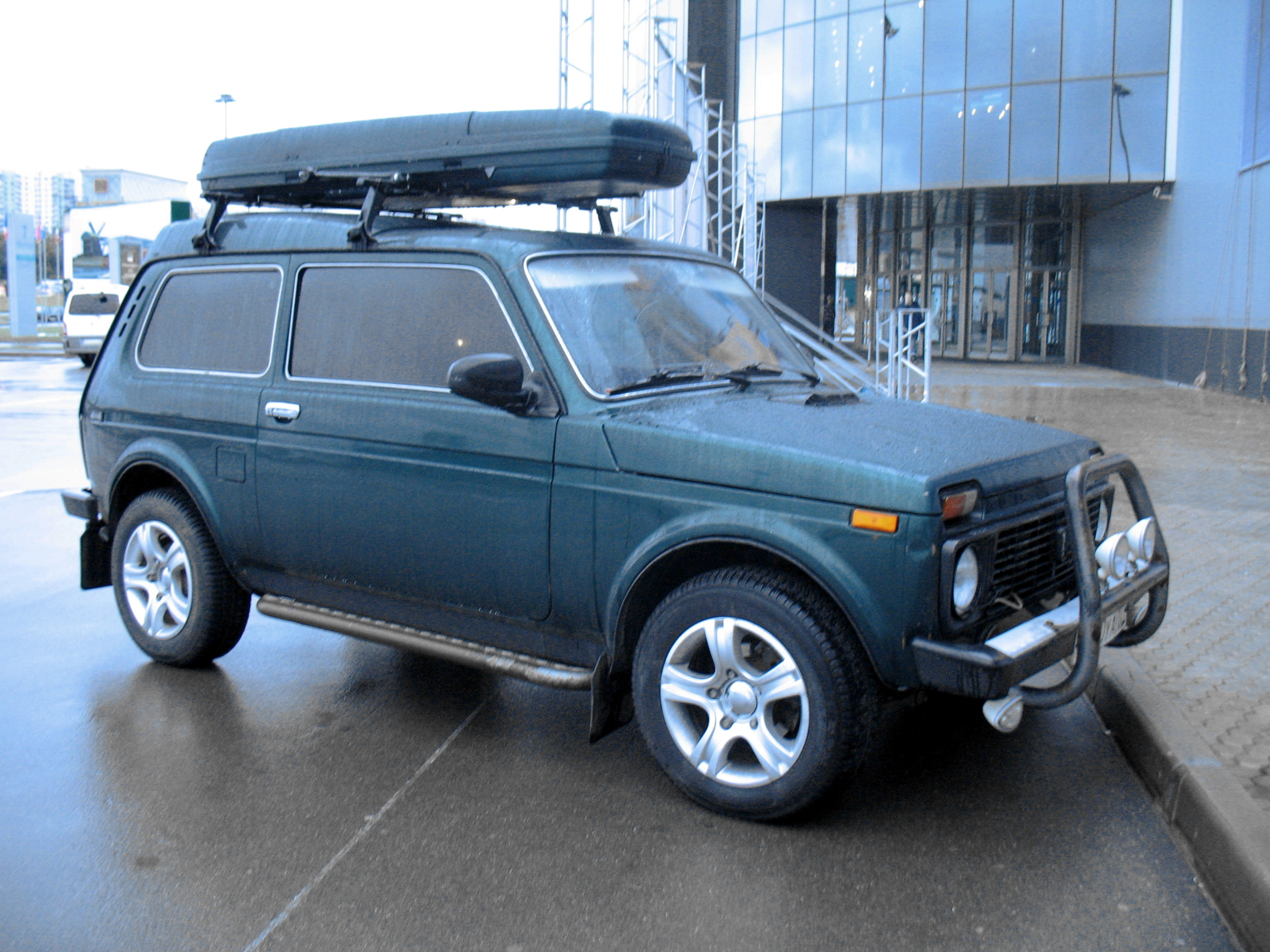
WAS-21218

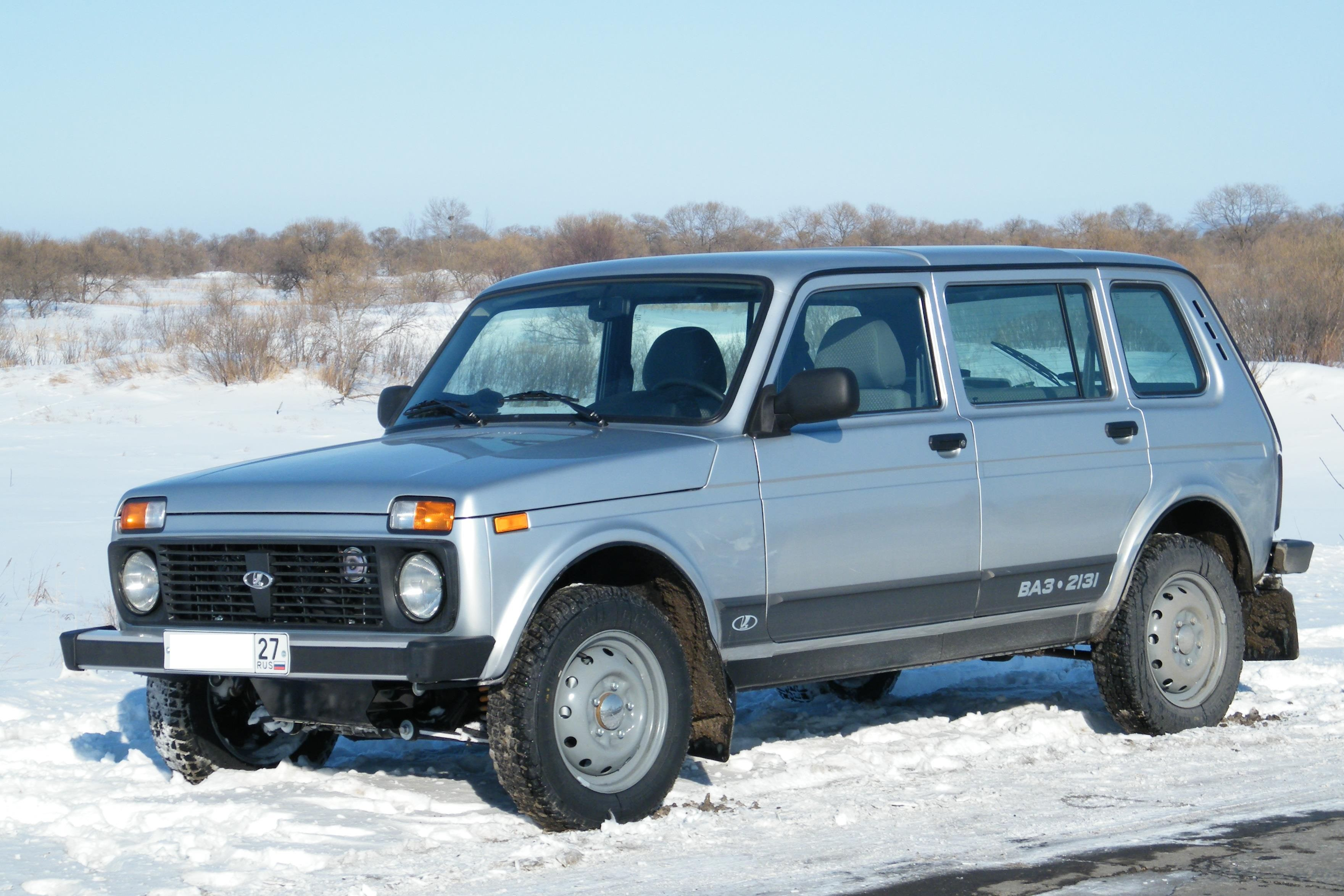
WAS-2131

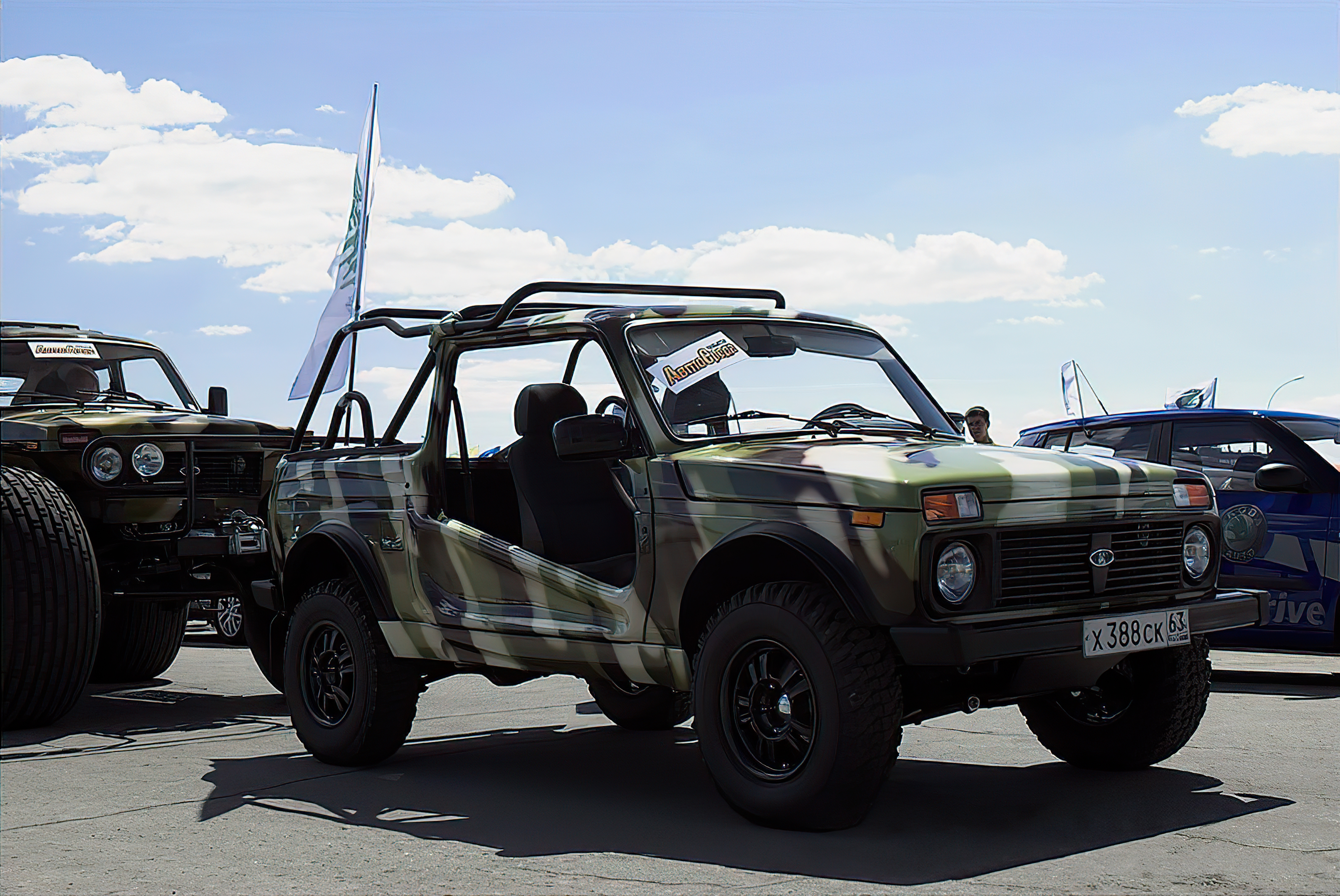
WAS-212183 (Landaulet)

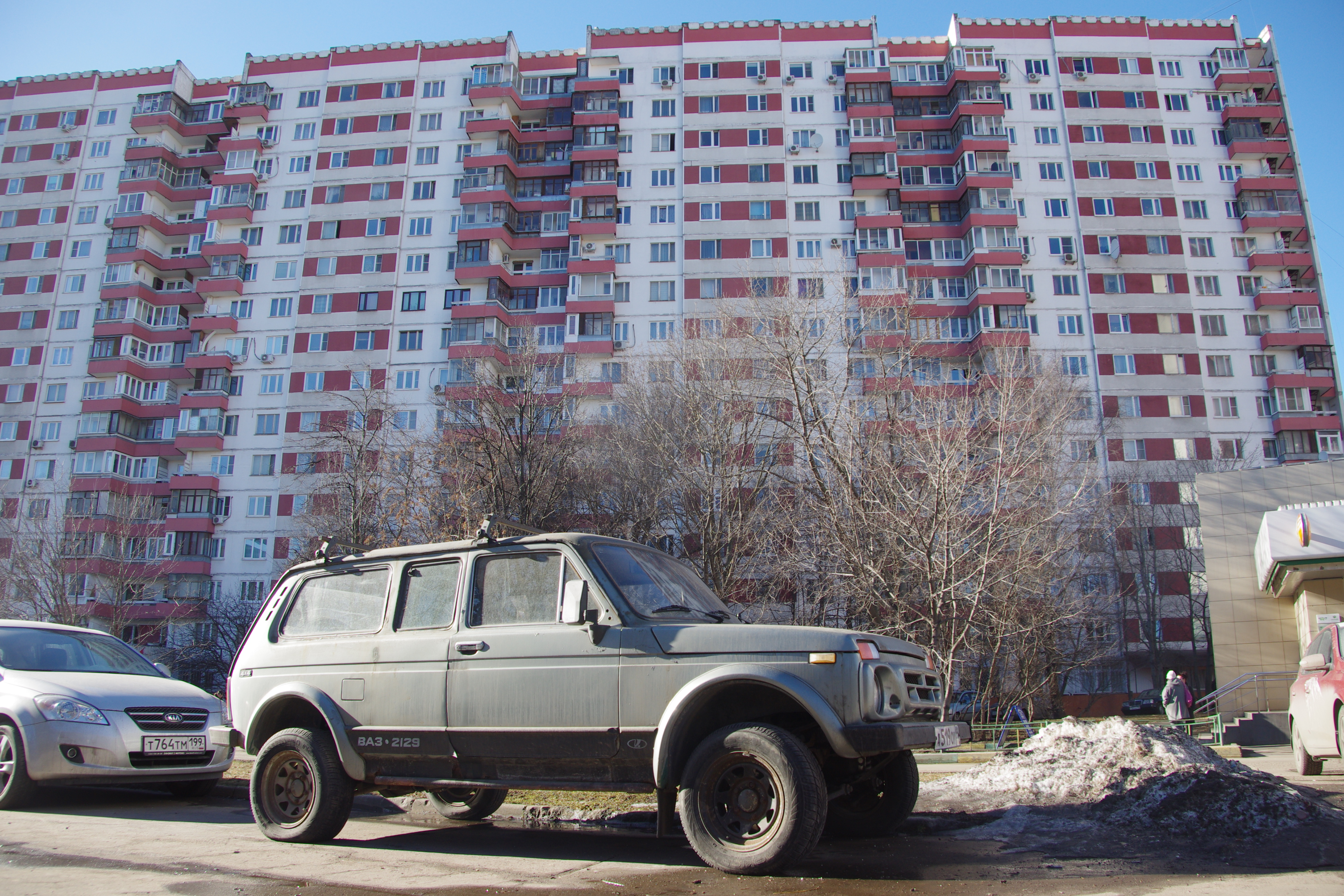
WAS-2129

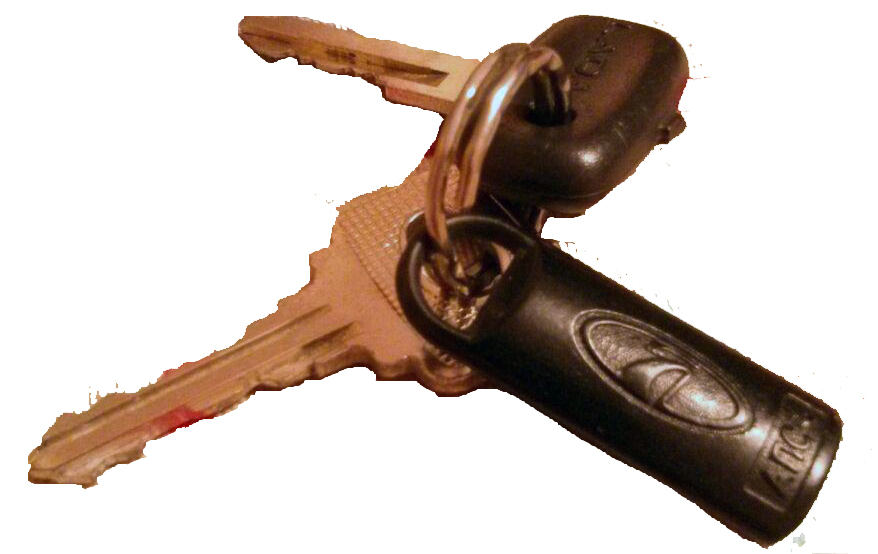
Schlüssel eines WAS-21214 „Niwa“

Erste große Änderungen erfuhr der „Niwa“ Anfang der 1990er Jahre. Nach und nach wurde das Modellprogramm überarbeitet und eine Fülle an Fahrzeugen auf Basis des „Niwas“ auf den Markt gebracht. Der ursprüngliche WAS-2121 wurde ab 1994 durch den WAS-21213 ersetzt, der einen Motor mit 1,7 Liter Hubraum, ein Fünfganggetriebe und eine größere Hecktür mit niedrigerer Ladekante hatte. Zwischen 1991 und 1994 gab es das Übergangsmodell WAS-21219, noch mit der alten Karosserie, aber schon mit der neuen Technik. Äußerlich größter Unterschied zwischen WAS-2121 und WAS-21213 sind die schmalen Rückleuchten neben der bis zum Stoßfänger reichenden Heckklappe statt breiter Leuchten auf dem Heckblech. Weiters hat der Wagen ein neues Armaturenbrett, einen neuen Tacho und ein neues Lenkrad mit verformbarer Nabe (Pralltopf). Er war fortan das Basismodell, alle nachfolgenden Modelle basieren auf dem WAS-21213. Sie führen nicht mehr die Modellbezeichnung Niva 1600. In Zusammenarbeit mit Peugeot wurde ab 1993 der WAS-21215 mit 1,9-Liter-Wirbelkammer-Dieselmotor gebaut. Ebenfalls 1994 folgte eine Variante mit 500 mm längerem Radstand, zunächst mit drei Türen und zusätzlichen Seitenscheiben. Seit 1995 wird das Modell WAS-2131 mit langem Radstand als Fünftürer gebaut. Das zweite Modell mit langem Radstand und drei Türen wird als „Fora“ vermarktet und trägt die Typenbezeichnung WAS-21218. Es hat längere Türen, sodass die zusätzlichen Seitenscheiben entfallen. Ein weiteres Modell ist das Landaulet.
Es gab in den 1990er Jahren Bestrebungen, den „Niwa“ durch eine moderne Konstruktion zu ersetzen. Man entwickelte den WAS-2123, der in geringer Stückzahl in Handarbeit gefertigt wurde. Die Wirren der russischen Automobilindustrie und die Finanzkrise ließen eine Großserienfertigung jedoch nicht zu. GM und AwtoWAS starteten als GM-AwtoWAS ein Joint-Venture, das das Fahrzeug letztlich als Chevrolet Niva vermarktete.

### Jüngere Entwicklungen
In den Jahren 2009/2010 kam es zu einer allgemeinen Modernisierung des nun bereits über 30 Jahre alten Modells. Verändert wurde das Armaturenbrett, die vorderen Blinker und die technische Ausstattung. Unter anderem wurden Änderungen an der Vorder- und Hinterradaufhängung durchgeführt und die Stoßdämpferabstimmung modifiziert. Zudem lassen sich die größeren Außenspiegel nun von innen justieren. Später wurde auch die Türverkleidung geändert. Außerdem wurde der nunmehr Lada 4×4 genannte Wagen ab 2013 mit ABS ausgeliefert und erhielt während der Lackierung eine KTL-Beschichtung.
Als Reaktion auf den Überfall Russlands auf die Ukraine im Februar 2022 wurden verschiedene Sanktionen gegen Russland verhängt. Infolgedessen musste die Produktion bei AwtoWAS zwischenzeitlich eingestellt werden. Am 14. Juli 2022 teilte der Hersteller mit, dass die Produktion des Niwa wieder aufgenommen wurde. Fortan ist nur noch eine reduzierte Ausstattung verfügbar. Unter anderem entfielen ABS und alle Airbags.

### Lada Niva Legend ab 2021
Im Jahr 2021 erhielt der WAS-2121 seinen alten Handelsnamen „Niva“ zurück und wurde, zur Unterscheidung zum parallel produzierten WAS-2123, mit „Legend“ ergänzt. Der in Zusammenarbeit mit General Motors entwickelte, ursprünglich als Nachfolger des WAS-2121 geplante WAS-2123 erhielt die Ergänzung „Travel“.

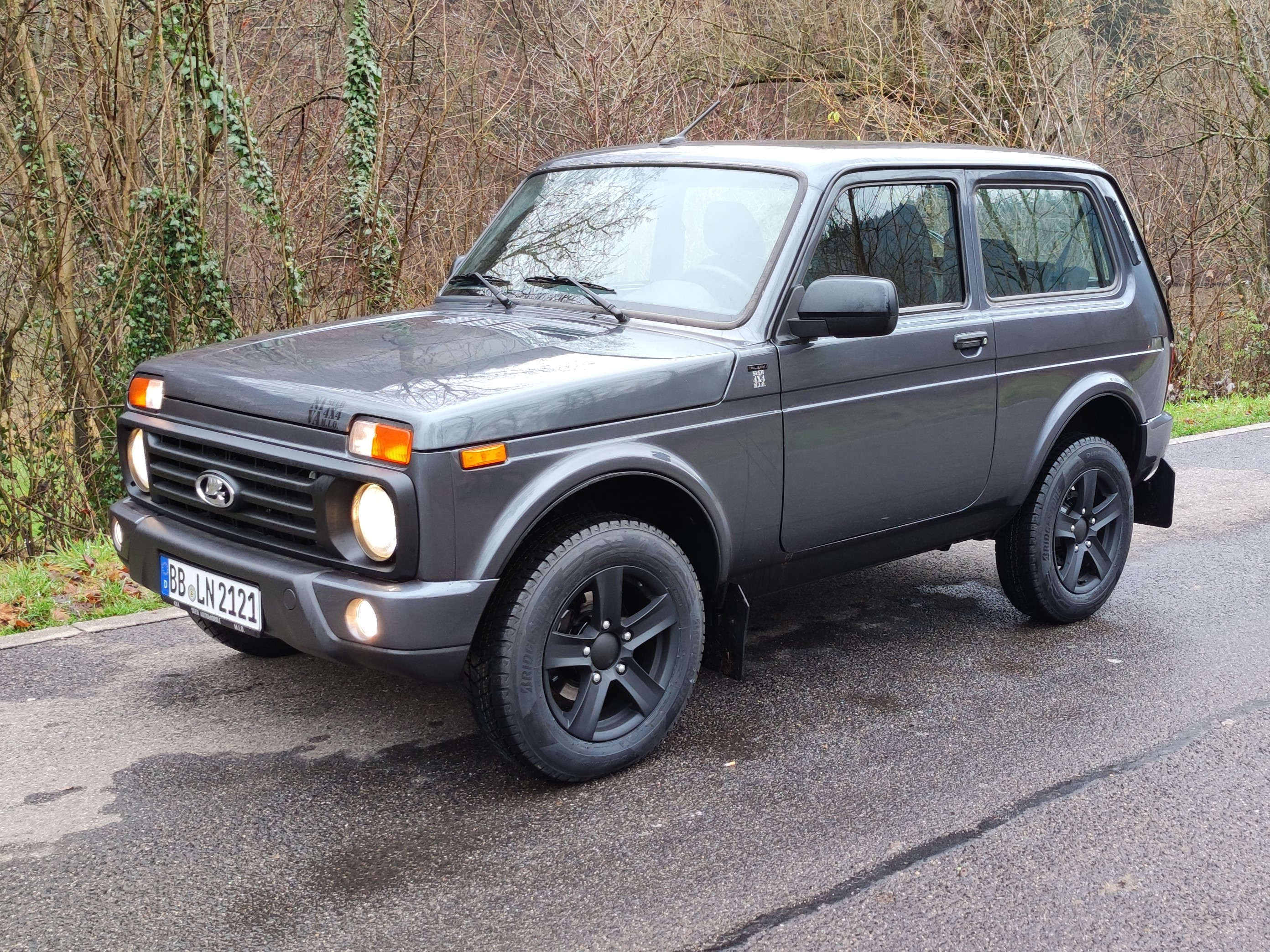
AwtoWAS 21214 Lada Niva Legend Urban Sondermodell Black von 2021
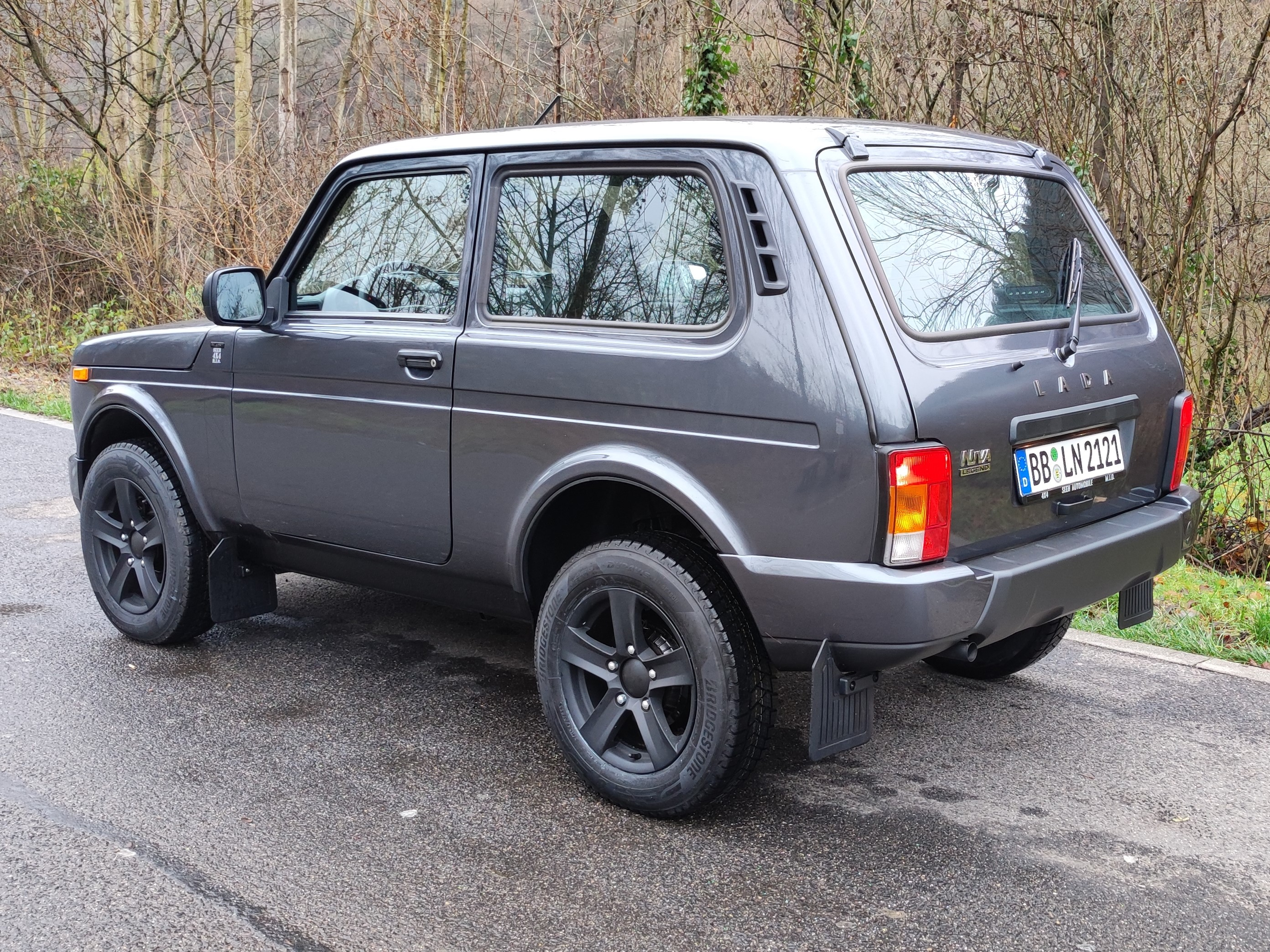
Heckansicht
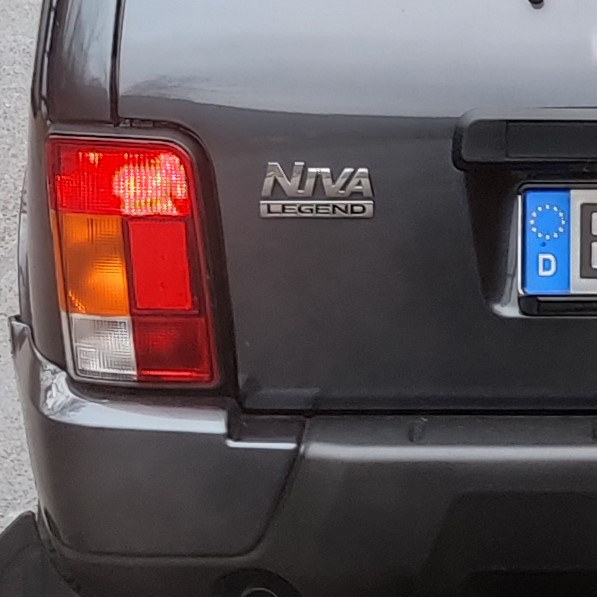
Embleme Heckklappe

### Lada Niva Sport ab 2024
Seit Dezember 2024 baut AwtoWAS den Niwa als Sport. Er nutzt den 1,6-Liter-Ottomotor, der auch im Lada Granta und im Lada Vesta zum Einsatz kommt. Im Niwa Sport ist der Motor allerdings längs eingebaut. Die maximale Leistung wird mit 90 kW (122 PS) und das maximale Drehmoment mit 151 Nm angegeben. Das Fünfgang-Schaltgetriebe wurde überarbeitet, außerdem wurde die Aufhängung verstärkt. Aus dem Stand auf 100 km/h soll der Niwa Sport in 11,8 Sekunden beschleunigen, die Höchstgeschwindigkeit beträgt 162 km/h.

## Typenübersicht
In der Fachliteratur wird das Fahrzeug einheitlich als ВАЗ-2121 «Нива» bezeichnet, deutsche Transkription WAS-2121 „Niwa“. Niva fungiert dabei als Markenname für alle Fahrzeuge auf Basis des WAS-2121 und wird auch ohne den Markennamen des Herstellers AwtoWAS für Exportmärkte, Lada, verstanden. Mittlerweile findet sich der Markenname Lada jedoch auch in russischsprachiger Fachliteratur, wo das Fahrzeug ergänzend zur Typenbezeichnung WAS-2121 „Niwa“ auch als Lada Niva bezeichnet wird. Einige Niwa-Typen haben auch einen Handelsnamen, beim ersten „Niwa“ lautet dieser oft Niva 1600, allgemein wird jedoch nur die Typenbezeichnung als Handelsname verwendet, die oberhalb des Schwellers aufgebracht ist. Bei einigen Modellen wurde in Ergänzung zum Handelsnamen der Zusatz 4×4 verwendet, der später als 4×4 zum Handelsnamen des „Niwas“ wurde.

### Kurzer Radstand
- WAS-2121: Basistyp, bis 1994 gebaut, Vierganggetriebe, Vergasermotor 1,57 l Hubraum. Handelsnamen u. a.: Lada Niva 1600, Lada Austro Taiga, Lada 2121, Lada Niva 4×4
  - WAS-21211: Wie Basistyp, bis ca. 1987 gebaut, Vierganggetriebe, Vergasermotor 1,3 l Hubraum.
- WAS-21219: Übergangsmodell zwischen WAS-2121 und WAS-21213, das bereits ein Fünfganggetriebe und einen Motor mit 1,7 l Hubraum hat, die Karosserie entspricht aber noch dem WAS-2121.
- WAS-21213: Basistyp seit 1994, Fünfganggetriebe, Vergasermotor 1,7 l Hubraum. Handelsnamen u. a.: Lada Niva, Lada Niva 4×4
  - WAS-21212: Bestimmt für den Export, Rechtslenker, Ottomotor, 1,7 l Hubraum. Handelsnamen u. a.: Cossack[22]
  - WAS-21214: Bestimmt für den Export, seit 1994, Fünfganggetriebe, Saugrohreinspritzer 1,7 l Hubraum. Handelsnamen u. a.: Lada Niva, Lada Niva 4×4, Lada Niva 1.7i, Lada Taiga, Lada Urban, Lada Bushman, Lada Sport, Lada 4×4
  - WAS-21215: Wie Basistyp, Fünfganggetriebe, Wirbelkammermotor 1,9 l Hubraum.
  - WAS-21217: Bestimmt für den Export, Ottomotor 1,3 l Hubraum.[23]
- WAS-2122: Kübelwagen mit Fahrgestell des „Niwas“, Vergasermotor 1,3 l Hubraum. Handelsnamen u. a.: Reka
- WAS-1922: Extremgeländefahrzeug mit übergroßen Ballonreifen. Handelsnamen u. a.: Marsch

### Langer Radstand
- WAS-21218 „Fora“: Dreitüriger Kombi mit langen Türen, 300 mm länger als der WAS-21213. Ottomotor 1,7 l Hubraum
  - WAS-212183: Offenes Landaulet, 300 mm länger, als der WAS-21213. Ottomotor 1,7 l Hubraum
- WAS-2129: Dreitüriger Kombi mit kurzen Türen und zusätzlichen Seitenscheiben, 500 mm mehr Radstand als der WAS-21213
  - WAS-2131: Fünftüriger Kombi mit kurzen Türen ohne zusätzliche Seitenscheiben, 500 mm mehr Radstand als der WAS-21213, auch erhältlich mit 1,8-Liter-Motor
  - WAS-2131 SP: Dreitüriger Kombi mit kurzen Türen und zusätzliche Seitenscheiben, Ambulanzfahrzeug
- WAS-2329 Zweitüriger Pickup-Truck, Ottomotor 1,7 l. Handelsnamen u. a.: Lada Niva 4×4 1.7i

## Technik
Der „Niwa“ ist ein zweiachsiger Geländewagen mit selbsttragender Kombi-Karosserie, längs eingebautem Frontmotor, Untersetzung und permanentem Allradantrieb. Nachfolgend – wenn nicht anders angegeben – eine Beschreibung der WAS-21213-basierten Typen, Stand Ende der 1990er Jahre.

### Fahrwerk
Die Vorderachse wurde für den Niwa neu konstruiert. Die Vorderräder werden einzeln an ungleich langen Doppelquerlenkern geführt und haben Schraubenfedern mit hydraulischen Teleskopstoßdämpfern. Vorderachskörper und Querlenker wurden geschmiedet ausgeführt. Hinten ist entsprechend des WAS-2106 eine Starrachse eingebaut, die an vier Längslenkern und einem Panhardstab geführt wird und sich ebenfalls auf Schraubenfedern mit hydraulischen Teleskopstoßdämpfern abstützt. Sowohl vorne als auch hinten ist je ein Querstabilisator eingebaut. Die Räder des „Niwas“ sind Stahlscheibenräder der Dimension 127J–406 mm (5J–16 in), auf die Reifen der Größe 175–406 mm (6,95–16 in) aufgezogen sind. Die Lenkung ist eine Rollenlenkung mit Globoidschnecke und Zweikranzrolle, die nicht servounterstützt ist. Der Wagen hat eine hydraulische Zweikreisbremsanlage (HT-Aufteilung) mit Scheibenbremsen an den Vorderrädern und Trommelbremsen an den Hinterrädern. Die Handbremse wirkt auf die Bremsbacken der Hinterräder.

### Kraftübertragung
Vom Motor wird das Drehmoment über eine Einscheibentrockenkupplung auf das Getriebe übertragen. Das Getriebe hatte anfangs vier, später fünf synchronisierte Vorwärtsgänge und einen unsynchronisierten Rückwärtsgang. Sie werden mit einem Mittelschalthebel eingelegt. Mit einem weiteren Hebel kann eine Untersetzung zugeschaltet werden; so stehen insgesamt zehn Vorwärtsfahrstufen und zwei Rückwärtsfahrstufen zur Verfügung. Über eine Hardyscheibe (nicht starre Wellenkupplung) ist das Schaltgetriebe mit dem Verteilergetriebe verbunden. Das Differenzial des Verteilergetriebes kann gesperrt werden, sodass Vorder- und Hinterachse gleich schnell drehen. Vom Verteilergetriebe führen nadelgelagerte mehrteilige Gelenkwellen mit Kreuzgelenk zu den Achsengetrieben. Die Achsantriebe sind Hypoidkegelradgetriebe. Die Differenzialgetriebe an den Achsen sind nicht sperrbar. Vom Vorderachsdifferenzial führen offene Gelenkwellen zu den Rädern.

### Antrieb
Den „Niwa“ gibt es mit verschiedenen Motorisierungen: Vier Ottosaugmotoren (1,3, 1,6, 1,7, 1,8 l) und ein  Wirbelkammerdieselmotor (1,9 l). Alle Motoren haben gemein, dass sie wassergekühlte Vierzylinderreihenmotoren sind und OHC-Ventilsteuerung haben, bei den Ottomotoren mit Steuerkette, der Dieselmotor hat einen Zahnriemen. Im „Niwa“ ist der Motor stets längs eingebaut. Sofern der Motor einen Vergaser hat, ist ein Registervergaser, Type 21073-1107010 mit einem Mischkammerdurchmesser von 32 mm eingebaut. Ein Abgasreinigungssystem haben die Vergasermotoren nicht. Weiters haben die Vergasermodelle einen konventionellen mechanischen Zündverteiler, eine kontaktlose Zündung haben nur Modelle mit Saugrohreinspritzung ab 1994. Die Ottomotoren, die keinen Vergaser haben, haben eine Mehrpunktsaugrohreinspritzung und ein Abgasnachbehandlungssystem mit Katalysator, auch der Dieselmotor hat ein Abgassystem mit Katalysator.
Um das Triebwerk auch unter extremen Bedingungen einsatzfähig zu halten, hatte der Niwa zu Serienbeginn verglichen mit dem WAS-2106 einen vergrößerten Kühler mit 1 Liter mehr Flüssigkeit, einen sechsflügeligen Elektrolüfter, konnte auf Wunsch mit einem zusätzlichen Ölbadluftfilter geliefert werden, und hatte eine gekapselte Lichtmaschine.

### Karosserie

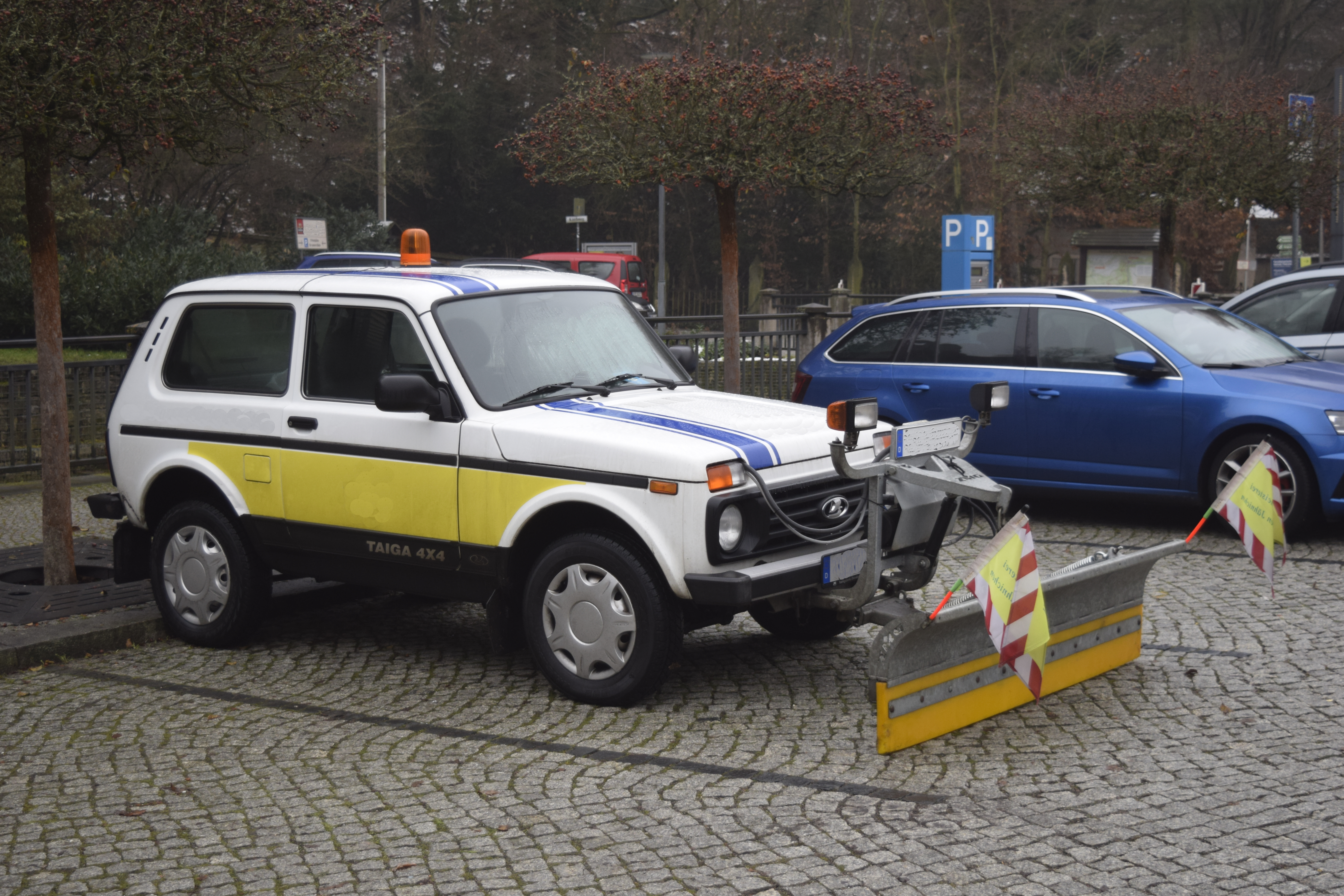
Lada Taiga 4x4 mit Schneeschieber / Schneeschild

Der „Niwa“ hat eine selbsttragende Kombikarosserie, die im Wesentlichen in zwei Segmente aufgeteilt ist: Motorraum und Fahrgastraum. Der Fahrgastraum ist durch zwei Seitentüren und eine Hecktür mit nicht zu öffnender Heckscheibe zugänglich. Zwischen B- und C-Säule ist jeweils ein Fenster eingebaut. Der Motorraum ist durch eine vorn angeschlagene Motorhaube zugänglich. Die Karosserie besteht aus neun Baugruppen: Bodengruppe, Dachpartie, Heckblech, Heckklappe, Motorhaube, Seitenwände und vordere Kotflügel. Die Karosserie ist rundherum geschweißt. Im Kofferraumboden ist keine Reserveradmulde eingelassen, das Reserverad ist stattdessen im Motorraum untergebracht. Verglichen mit dem WAS-2106 war der Radstand 224 mm kürzer und die Karosserie 510 mm kürzer, aber die Spurweite vorne war um 67 und hinten um 79 mm verbreitert. Die Bodenfreiheit wurde auf 220 mm vergrößert.

## Interieur
Zur Serieneinführung war der Niwa gerade für einen osteuropäischen Geländewagen damaliger Zeit sehr reichhaltig ausgestattet, orientiert an der damaligen Top-Limousine WAS-2106. Standardmäßig hat der „Niwa“ zwei Sitze vorn und hinten eine einteilige Rücksitzbank. Der Armaturenträger hat verschiedene Rundinstrumente: Eine Kühlwasseranzeige, eine Kraftstoffanzeige, einen Tachometer, einen Drehzahlmesser und ein Voltmeter (ab 1996 durch Kontrolllampe für Batteriespannung ersetzt). Darüber hinaus gibt es eine Kontrolllampe für Öldruck und Handbremse. „Niwas“ neueren Baujahres haben eine elektronische Wegfahrsperre. Dazu haben sie ein zusätzliches Relaissteuergerät, das die Fahrzeugelektronik erst nach Entsperren einschaltet. Der Entsperrschlüssel ist dabei nicht in den Fahrzeugschlüssel integriert, stattdessen hat der „Niwa“ einen zusätzlichen Dongle, der an die Kontaktfläche der Wegfahrsperre gehalten wird, um sie zu entsperren. Auch der Zündschlüssel ist beim „Niwa“ nicht in den Fahrzeugschlüssel integriert. So kann man das Fahrzeug mit laufendem Motor abgeschlossen stehen lassen, etwa bei tiefen Temperaturen. Einige „Niwas“ sind mit Fahrerairbag ausgestattet.

## Technische Daten
| Fahrzeugtype                                             | 2121                              | 21211                             | 21213                             | 21214                             | 21214                             | 21215                             | 21218                             | 21219                             | 212183                     | 2129                              | 2131                              | 2131                              | Sport                             |
| Karosserieform                                           | Kombi, Dreitürer, kurzer Radstand | Kombi, Dreitürer, kurzer Radstand | Kombi, Dreitürer, kurzer Radstand | Kombi, Dreitürer, kurzer Radstand | Kombi, Dreitürer, kurzer Radstand | Kombi, Dreitürer, kurzer Radstand | Kombi, Dreitürer, langer Radstand | Kombi, Dreitürer, kurzer Radstand | Landaulet, langer Radstand | Kombi, Dreitürer, langer Radstand | Kombi, Fünftürer, langer Radstand | Kombi, Fünftürer, langer Radstand | Kombi, Dreitürer, kurzer Radstand |
| Produktionszeitraum                                      | 1977–1994                         | 1978–1987                         | seit 1994                         | seit 1994                         | seit 2010                         | 1995–1997                         | seit ?                            | 1991–1994                         | seit ?                     | seit 1994                         | 1995–2001                         | seit 2001                         | seit 2024                         |
| Motor                                                    |                                   |                                   |                                   |                                   |                                   |                                   |                                   |                                   |                            |                                   |                                   |                                   |                                   |
| Motorisierung                                            | WAS-2121                          | WAS-21011                         | WAS-21213                         | WAS-21213                         | WAS-21214                         | Peugeot XUD9                      | WAS-21213                         | WAS-21213                         | WAS-21213                  | WAS-21213                         | WAS-21213                         | WAS-2130                          |                                   |
| Funktionsprinzip                                         | Otto                              | Otto                              | Otto                              | Otto                              | Otto                              | Diesel                            | Otto                              | Otto                              | Otto                       | Otto                              | Otto                              | Otto                              | Otto                              |
| Gemischbildung                                           | Vergaser                          | Vergaser                          | Vergaser                          | Mehrpunktsaugrohreinspritzung     | Mehrpunktsaugrohreinspritzung     | Wirbelkammereinspritzung          | Vergaser                          | Vergaser                          | Vergaser                   | Vergaser                          | Vergaser                          | Saugrohreinspritzung              |                                   |
| Bohrung × Hub                                            | 79 mm × 80 mm                     |                                   |                                   |                                   |                                   |                                   |                                   |                                   |                            |                                   |                                   |                                   |                                   |
| Hubraum                                                  | 1570 cm3                          | 1294 cm3                          | 1690 cm3                          | 1690 cm3                          | 1690 cm3                          | 1905 cm3                          | 1690 cm3                          | 1690 cm3                          | 1690 cm3                   | 1690 cm3                          | 1690 cm3                          | 1774 cm3                          | 1596 cm3                          |
| Verdichtungsverhältnis ε                                 | 8,5                               |                                   |                                   |                                   |                                   |                                   |                                   |                                   |                            |                                   |                                   |                                   |                                   |
| Nennleistung nach ISO 1585 (kW) bei min−1                | 58,8 bei 5400                     | 44 bei 5600                       | 58 bei 5200                       | 58,5 bei 5000                     | 61 bei 5000                       | 55 bei 4600                       | 56,1 bei 5200                     | 56,1 bei 5200                     | 56,1 bei 5200              | 56,1 bei 5200                     | 56,1 bei 5200                     | 58,5 bei 4800                     | 90 bei 5900                       |
| Maximales Drehmoment nach DIN 70020 (kp·m/N·m) bei min−1 | 12/118 bei 3000                   |                                   |                                   |                                   |                                   |                                   |                                   |                                   |                            |                                   |                                   |                                   | 15/151 bei 5000                   |
| Maße                                                     |                                   |                                   |                                   |                                   |                                   |                                   |                                   |                                   |                            |                                   |                                   |                                   |                                   |
| Länge                                                    | 3720 mm                           | 3720 mm                           | 3720 mm                           | 3720 mm                           | 3720 mm                           | 3720 mm                           |                                   | 3270 mm                           |                            | 4240 mm                           | 4220 mm                           | 4220 mm                           | 3740 mm                           |
| Breite                                                   | 1680 mm                           | 1680 mm                           | 1680 mm                           | 1680 mm                           | 1680 mm                           | 1680 mm                           | 1680 mm                           | 1680 mm                           | 1680 mm                    | 1680 mm                           | 1680 mm                           | 1680 mm                           | 1730 mm                           |
| Höhe                                                     | 1640 mm                           | 1640 mm                           | 1640 mm                           | 1640 mm                           | 1640 mm                           | 1640 mm                           |                                   | 1640 mm                           | 1640 mm                    | 1640 mm                           | 1640 mm                           | 1640 mm                           | 1650 mm                           |
| Radstand                                                 | 2200 mm                           | 2200 mm                           | 2200 mm                           | 2200 mm                           | 2200 mm                           | 2200 mm                           |                                   | 2200 mm                           |                            | 2700 mm                           | 2700 mm                           | 2700 mm                           | 2200 mm                           |
| Bodenfreiheit                                            | 220 mm                            | 220 mm                            | 220 mm                            | 220 mm                            | 220 mm                            | 220 mm                            | 220 mm                            | 220 mm                            | 220 mm                     | 220 mm                            | 220 mm                            | 220 mm                            | 220 mm                            |
| Leermasse                                                | 1150 kg                           |                                   |                                   |                                   |                                   |                                   |                                   |                                   |                            |                                   |                                   |                                   | 1300 kg                           |
| Maximal zulässige Gesamtmasse                            | 1550 kg                           |                                   |                                   |                                   |                                   |                                   |                                   |                                   |                            |                                   |                                   |                                   |                                   |
| Wendekreisdurchmesser                                    | 11,6 m                            |                                   |                                   |                                   |                                   |                                   |                                   |                                   |                            |                                   |                                   |                                   |                                   |
| Steigfähigkeit                                           | 58 %                              |                                   |                                   |                                   |                                   |                                   |                                   |                                   |                            |                                   |                                   |                                   |                                   |
| Beschleunigung 0–100 km/h                                | 23 s                              |                                   |                                   |                                   |                                   |                                   |                                   |                                   |                            |                                   |                                   |                                   | 11,8 s                            |
| Höchstgeschwindigkeit                                    | 132 km/h                          |                                   |                                   |                                   |                                   |                                   |                                   |                                   |                            |                                   |                                   |                                   | 162 km/h                          |

## Der Niva in der Popkultur
Das Fahrzeug hat einen gewissen Kultstatus erreicht und Einzug in die Popkultur gehalten:
- Im Roman Tschick von Wolfgang Herrndorf und der gleichnamigen Verfilmung nutzen zwei Jugendliche einen „geliehenen“ Lada Niva für einen Roadtrip.
- In der in Sankt Andreasberg spielenden Fernsehserie Harter Brocken fährt die Hauptfigur, der Polizist Frank Koops (gespielt von Aljoscha Stadelmann), einen hellgrünen, später dann einen dunkelgrünen, neueren Lada Niva 4x4.
- In der auf der Nordseeinsel Sylt angesiedelten Kriminalfilmreihe Nord Nord Mord kommt ein grasgrüner Lada Niva zum Einsatz, der sich außerhalb der Filmdrehs bei einer Sylter Autovermietung leihen lässt.[38]
- Die 1981–83 produzierte, tschechoslowakische Science-Fiction-Kinderfilmreihe Die Besucher handelt von Zeitreisenden aus dem Jahr 2484, die in einer als Lada Niva getarnten Zeitmaschine zurück ins Jahr 1984 reisen. In der Serie ist der Wagen speziell für die Zeitreise-Expedition ausgestattet und kann u. a. beliebig die Farbe wechseln.
- Auf dem 2022 erschienen Album Kargo der Band Kraftklub besingen diese im Lied „Komm fahr mit mir“ gemeinsam mit Tokio Hotel den Lada Niva. Im Refrain heißt es unter anderem „...Tausendsechshundert, Wald- und Wiesen-Pionier“ und ein Chorus „Lada Niva“ ist zu hören.
- Nach dem Auto hat sich die französische Band Ladaniva benannt.
- Die italienische Progressive-Rock-Band Ingranaggi Della Valle hat eine Single herausgebracht, auf der A-Seite mit dem Stück „Lada Niva Pt. 1“, auf der B-Seite „Lada Niva Pt. 2“.

## Trivia
Der Niwa ist der bekannteste, aber keineswegs der einzige Geländewagen, der im ehemaligen „Ostblock“ entwickelt wurde. Besonders rustikal kam der UAZ-469 daher, dessen Vorgänger der GAZ-69 war. Weiterhin gab es die ARO-Geländewagen aus Rumänien und die IFA P-Modellreihe.